# Maurice Neveu-Lemaire
Maurice Neveu-Lemaire (24 de septiembre de 1872, Montbéliard - 4 de mayo de 1951, París ) fue un naturalista, médico, micólogo, parasitólogo francés.

## Biografía
Después de recibir su licenciatura en ciencias de la naturaleza (1895), pasó varios años como pasante en laboratorios marinos en Banyuls-sur-Mer, Roscoff y Tatihou , así como funciones que realizan como preparador en el laboratorio de parasitología en París. Después de recibir su doctorado en medicina, participó como médico y naturalista a bordo del yate Princesse Alice a las Islas Canarias, Madeira, Cabo Verde y las Azores (1901-1902). Durante el año siguiente, realiza funciones similares como parte de la misión Créqui Montfort et Sénéchal de la Grange en América del Sur.
De 1904 a 1920, fue profesor asociado de la facultad de medicina en Lyon, donde durante varios años dio conferencias en parasitología. Posteriormente, fue nombrado Chef des travaux de parasitologie en la facultad de medicina en París. En 1926 se convirtió en profesor en la escuela de malariologia en la Universidad de París. Durante la década de 1920, llevó a cabo varias expediciones científicas para el Caribe, Oriente Medio y África del Norte.
En 1901 describió una familia de parásitos protistas conocidos como Haemogregarinidae. En 1924 nombró a varios géneros de parásitos que afectan a los grandes mamíferos (Khalilia, Paraquilonia, Buissonia, Henryella).

## Trabajos seleccionados
- Précis de parasitologie humaine (Resumen de la parasitología humana), 1906

- Notes sur les mammiféres des hauts plateaux de l'Amérique du Sud (Notas sobre mamíferos de las tierras altas de América del Sur), 1911.

- Parasitologie des animaux domestiques, maladies parasitaires non bactériennes (Parasitología de animales domésticos, enfermedades parasitarias no bacterianas), 1912.

- Parasitologie des plantes agricoles, 1913 - Parasitology involving agricultural plants.

- Deux voyages cynégétiques et scientifiques en Afrique Occidentale Française, 1911–1914 (Dos viajes cinegéticos y científicos al África Occidental Francesa, 1911 - 1914.) (1920)

- Principes d'hygiéne et de médecine coloniales (Principios de higiene y de medicina colonial), 1925.

- Traité d'helminthologie médicale et vétérinaire (Tratado de helmintología médica y veterinaria ), 1936.

- Traité d'entomologie médicale et vétérinaire (Tratado de entomología médica y veterinaria), 1938.

- Traité de protozoologie médicale et vétérinaire (Tratado de protozoología médica y veterinaria), 1943.[5]

En 1923, con Émile Brumpt y Maurice Langeron, fundan la revista Les Annales de Parasitologie humaine et comparée.
- La abreviatura «Neveu-Lem.» se emplea para indicar a Maurice Neveu-Lemaire como autoridad en la descripción y clasificación científica de los vegetales.[6]